# Zeta Aquilae
Zeta Aquilae (Deneb el Okab, Denebokab Australis, Woo, Yuë (吳越), Dzeneb al Tair, Cauda (Vulturis) Volantis, 17 Aquilae) é uma estrela tripla na direção da constelação de Aquila. Possui uma ascensão reta de 19h 05m 24.61s e uma declinação de +13° 51′ 49.4″. Sua magnitude aparente é igual a 2.99. Considerando sua distância de 83 anos-luz em relação à Terra, sua magnitude absoluta é igual a 0.96. Pertence à classe espectral A0Vn.